# Exogone uniformis
Exogone uniformis är en ringmaskart som beskrevs av Hartman 1961. Exogone uniformis ingår i släktet Exogone och familjen Syllidae. Inga underarter finns listade i Catalogue of Life.